# Fosfatas
Fosfataser är en typ av enzymer som katalyserar defosforylering av lipider, kolhydrater och aminosyrorna serin, treonin och tyrosin. Fosfataser tar alltså bort en fosfatgrupp genom hydrolys. Oorganiskt fosfat frigörs vid den katalyserade reaktionen. För många fosfataser har man funnit dess specifika substrat, och namngivningen för dessa blir då baserat på substratets namn. Exempelvis finns glukos-6-fosfatas, vilken spjälkar glukos-6-fosfat till oorganiskt fosfat samt glukos. För andra fosfataser har dess naturliga substrat, eller funktion, inte kartlagts. Dessa fosfataser benämns som ospecifika fosfataser.